# Červená Hora
Obec Červená Hora (německy Rothenburg) se nachází v okrese Náchod v Královéhradeckém kraji. Žije zde 191 obyvatel. 
Ve vzdálenosti 4 km severovýchodně leží město Červený Kostelec, 8 km jihovýchodně město Náchod a 12 km jižně město Nové Město nad Metují.

## Historie
První písemná zmínka o vesnici je z roku 1291.
Dne 24. května 2016 tornádo zničilo střechu zemědělské usedlosti, kompletně srovnalo se zemí zděnou stodolu, poničilo střechy teletníku a kravína a zlikvidovalo stromořadí podél silnice do sousedního Žernova. Obec odřízlo od elektrické energie.

## Přírodní poměry
Podél západní části katastrálního území vesnice protéká řeka Úpa, jejíž údolí je jihozápadně od vsi součástí národní přírodní památky Babiččino údolí.

## Pamětihodnosti
- Hrad Červená Hora, zřícenina na ostrohu pod osadou
- Zvonice